# Télévision à l'île de Man
La dépendance de la Couronne de l'île de Man ne possède pas de chaînes de télévision mais reçoit les chaînes de télévision du Royaume-Uni.

## Chaînes de télévision britanniques disponibles sur l'île de Man

### BBC
La télévision atteint l'île de Man avec l'émetteur de Holme Moss dans le Yorkshire de l'Ouest. Cet émetteur diffuse le service BBC TV à partir du 12 octobre 1951. Le signal est suffisamment fort pour atteindre une grande partie de l'île de Man, en particulier la côte est qui comprend la capitale de l'île, Douglas. En juillet 1955, le nouvel émetteur de Divis, en Irlande du Nord, entre en service et son signal peut facilement être reçu sur la côte ouest de l'île de Man, amenant le service de télévision de la BBC en Irlande du Nord sur l'île. Les signaux de BBC TV de l'émetteur de Sandale dans la Cumbria peuvent être reçus au nord de l'île depuis son apparition en 1956, les signaux de l'émetteur de Llandonna au nord du Pays de Galles peuvent être reçus au sud de l'île à partir de 1958.
L'île de Man est couverte par BBC North West sur BBC One et reçoit le programme d'information local BBC North West Tonight et les bulletins d'information couvrant l'île sont inclus dans ce programme. L'île reçoit la variation nationale anglaise de BBC Two. L'île de Man fait partie de BBC English Régions. Certains téléspectateurs reçoivent des services d'Irlande du Nord, du Pays de Galles et du Nord-Est et Cumbria plutôt que des relais insulaires.

### ITV
Jusqu'en 1965, ITV pouvait être captée sur l'île de Man à partir d'au moins quatre émetteurs continentaux au Royaume-Uni. L'émetteur de Winter Hill dans le Lancashire diffuse Granada Television sur une grande partie de l'île, en particulier la côte est et Douglas à partir de 1956, l'émetteur de Black Mountain en Irlande du Nord diffuse sur la côte ouest de l'île depuis octobre 1959 au lancement d'Ulster Television. L'émetteur de Caldbeck dans le Cumbria qui diffuse Border Television peut être reçu au nord de l'île à partir de 1961, et le sud de l'île reçoit ITV Cymru Wales depuis l'émetteur d'Arfon à partir de 1962.
Ce n'est qu'en mars 1965 que les autorités audiovisuelles décident d'attribuer une région à l'île de Man, et donc la création d'émetteurs relais pour l'île elle-même.
La télévision privée vient sur l'île le 26 mars 1965. Contrairement aux îles Anglo-Normandes (qui ont leur propre franchise, Channel Television), l'île de Man est incluse dans la grande franchise ITV Border basée à Carlisle. Après l'annonce de la fusion d'ITV Border et d'ITV Tyne Tees, une enquête est menée auprès des téléspectateurs de l'île de Man à l'automne 2008 et la couverture de l'île est transférée d'ITV Border à ITV Granada le jeudi 16 juillet 2009. Les nouvelles de l'île sont présentées dans Granada Reports. Comme la BBC, certains téléspectateurs reçoivent ITV selon la région de l'émetteur.

### Channel 4
Le télévision privée Channel 4 diffuse sur l'île, mais Channel 4 ne fournit aucune régionalisation autre que la publicité. L'île de Man est couverte par la régie publicitaire North Macro de Channel 4.

### Channel 5
La chaîne britannique Channel 5 diffuse sur l'île, mais utilise également une seule chaîne nationale avec de la publicité régionale dans laquelle l'île de Man est couverte par la régie publicitaire North Macro.

### Télévision numérique
L'île de Man reçoit le service complet des chaînes numériques de la région du nord-ouest de l'Angleterre. Les téléspectateurs de l'île de Man peuvent accéder aux principaux émetteurs de Freeview qui transmettent le service "Freeview Lite" d'un peu plus de 20 chaînes de télévision et d'un peu plus de 20 stations de radio. Selon l'emplacement sur l'île, la gamme complète de chaînes Freeview peut être reçue selon l'émetteur de la région de l'île. La qualité du signal et la disponibilité de la gamme complète de canaux de ces émetteurs varient en fonction de la couverture du signal disponible sur l'île. 

## Redevance audiovisuelle
La redevance audiovisuelle au Royaume-Uni comprend également l'île de Man qui, en août 2018, est de 150,50 £ et est principalement utilisée pour financer les services de la BBC. L'île de Man finance des licences de télévision gratuites pour les personnes de 75 ans et plus.

## Télévision locale
En 1993, le Tynwald adopte une loi (le Broadcasting Act 1993) permettant la création de services de télévision locaux. Une demande de licence pour exploiter un tel service est reçue par la Commission des communications de la part de Manx Television Limited, une société constituée aux fins de la demande. Celle-ci est rejetée en 2003 en raison de l'absence de pièces justificatives pertinentes. That's Media Group, un fournisseur de télévision communautaire au Royaume-Uni, annonce des propositions visant à établir un service de télévision dédié à l'île de Man lors du Festival des médias celtiques de South Uist en 2017. Aucun détail sur la diffusion comme une date n'est divulgué.
Après sa vente à Hg en 2010, Manx Telecom s'occupe d'une Web TV de 2012 à 2020, consistant en un journal local mensuel.

## Traduction
- (en) Cet article est partiellement ou en totalité issu de l’article de Wikipédia en anglais intitulé « Television in the Isle of Man » (voir la liste des auteurs).

1. ↑  (en) « TV licences free for over-75s on Isle of Man until 2021 », sur BBC, 2020 (consulté le 30 août 2021)
2. ↑  (en) « Company announces proposal for a TV station for the Isle of Man », sur Isle of Man Newspapers, 2017 (consulté le 30 août 2021)